# Tietê
Tietê é um município brasileiro do estado de São Paulo situado no extremo norte da Região Metropolitana de Sorocaba, na Mesorregião de Piracicaba e na Microrregião de Piracicaba. Localiza-se a uma latitude -23º06'07" sul e a uma longitude -47º42'53" oeste, estando a uma altitude de 508 metros. Sua população em 2022 era de 37.663 habitantes. Possui uma área de 404,396 km². O município é formado somente pelo distrito sede, que inclui o povoado de Sete Fogões.

## História
A história de Tietê teve origens com os bandeirantes que avançaram pelo interior paulista navegando pelo rio Tietê em busca de metais preciosos e cativos (índios escravizados) na Região Centro-Oeste do Brasil.
A fertilidade do solo atraiu grande número de aventureiros e pessoas afeitas à lavoura que vieram para cá. Quase na embocadura do Ribeirão do Pito Acesso (Ribeirão da Serra), estava localizado o ancoradouro das canoas que, formando as monções demandavam de Cuiabá carregados de ouro e pedras preciosas.
À margem do rio, moradores construíram as primeiras habitações formando assim o vilarejo Pirapora do Curuçá. Ele recebeu esse nome devido a uma pedra localizada à margem esquerda do rio, que os índios chamavam Curuçu-Guaçu (que em tupi significa "cruz grande", a partir da composição de kurusu, "cruz", e de gûasu, "grande"), pois, nela havia uma cruz entalhada. 
Em 1570, como relatam crônicas do padre José de Anchieta ocorreu um naufrágio entre Araritaguaba (atual Porto Feliz) e Pirapora do Curuçá (atual Tietê). Este relato indica a presença de colonizadores desde o início do descobrimento.
Durante as monções, no final de século XVIII, Pirapora do Curuçá foi o primeiro e mais importante porto de reabastecimento e descanso para o bandeirantes que saiam de Araritaguaba.
Em 1747, o vigário Francisco Campos fazendo um breve levantamento que pode ser considerado o primeiro censo de Tietê, constatou que na região que descia o rio numa distância de quatro léguas da matriz existiam cerca de cento e quarenta casas. 
Em 3 de agosto de 1811 Pirapora do Curuçá foi elevada à condição de freguesia da Santíssima Trindade da Pirapora do Curuçá. No ano posterior em 1812, se instala a primeira paróquia, denominada Paróquia da Santíssima Trindade, que estava situada temporariamente na rua do Porto Geral (atual rua Capitão João Batista Nitrini), e teve como seu primeiro vigário o Padre Manuel Paulino Ayres, que fora responsável por cuidar da instalação da paróquia, e realizar os primeiros batismos entre outras funções sacras.
Posteriormente, através de doações e serviços manuais, é concluída a construção da primeira igreja matriz de Tietê (local onde hoje é o paço municipal), cujas obras foram iniciadas em 1814 e terminadas em 1816. 
Em 8 de março de 1842, a freguesia virou município e o nome da vila perdurou até 1867 quando foi mudado para Tietê.

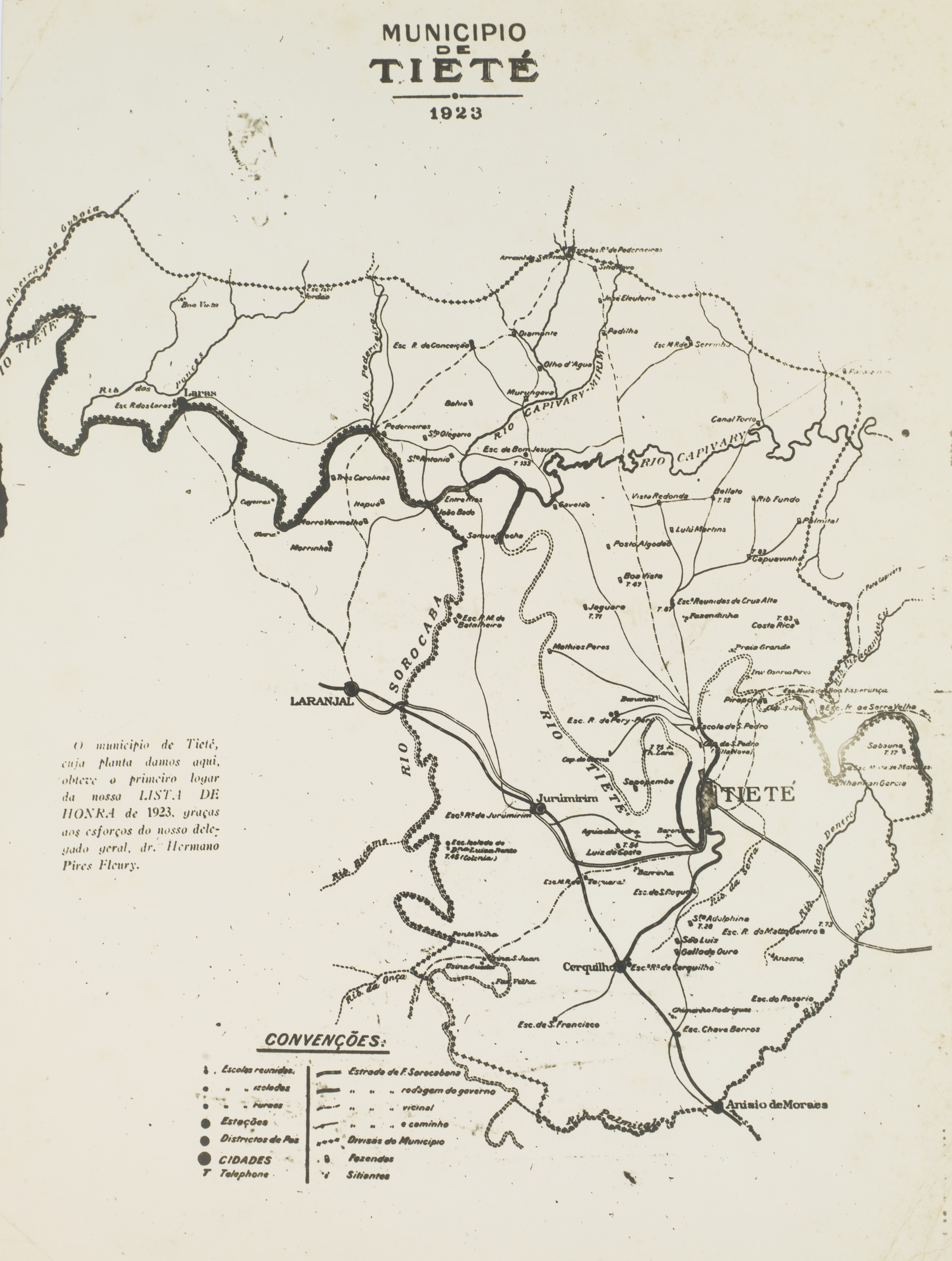
Município de Tietê em 1923.

## Geografia
O município de Tietê situa-se no médio baixo curso do rio Tietê, numa região fisiográfica chamada Depressão Periférica do estado de São Paulo, com área de 404,396 km².
O perímetro urbano, instituído pela Lei Municipal 1.747/86, compreende uma superfície de 50 km² e a zona rural 354,396 km².
A área urbanizada de fato compreende uma superfície de 14,12km².
O município está inserido na Região Administrativa, de Governo e Metropolitana de Sorocaba;

### Clima
- Clima - subtropical úmido, Cwa na classificação de Köppen, com duas estações distintas - verão chuvoso e inverno seco;
  - Temperaturas médias anuais oscilando entre 20º a 25 °C;
  - Pluviosidade média - 1.195 mm.

| Dados climatológicos para Tietê                                  | Dados climatológicos para Tietê | Dados climatológicos para Tietê | Dados climatológicos para Tietê | Dados climatológicos para Tietê | Dados climatológicos para Tietê | Dados climatológicos para Tietê | Dados climatológicos para Tietê | Dados climatológicos para Tietê | Dados climatológicos para Tietê | Dados climatológicos para Tietê | Dados climatológicos para Tietê | Dados climatológicos para Tietê | Dados climatológicos para Tietê |
| Mês                                                              | Jan                             | Fev                             | Mar                             | Abr                             | Mai                             | Jun                             | Jul                             | Ago                             | Set                             | Out                             | Nov                             | Dez                             | Ano                             |
| ---------------------------------------------------------------- | ------------------------------- | ------------------------------- | ------------------------------- | ------------------------------- | ------------------------------- | ------------------------------- | ------------------------------- | ------------------------------- | ------------------------------- | ------------------------------- | ------------------------------- | ------------------------------- | ------------------------------- |
| Temperatura máxima média (°C)                                    | 30,0                            | 30,7                            | 30,0                            | 29,0                            | 26,0                            | 25,0                            | 25,0                            | 28,0                            | 27,0                            | 29,0                            | 30,0                            | 30,0                            | 28,3                            |
| Temperatura mínima média (°C)                                    | 20,0                            | 19,3                            | 19,0                            | 16,0                            | 13,0                            | 11,0                            | 11,0                            | 12,0                            | 15,0                            | 17,0                            | 18,0                            | 19,0                            | 15,9                            |
| Precipitação (mm)                                                | 206,1                           | 162,9                           | 128,3                           | 60,9                            | 57,3                            | 50,2                            | 32,5                            | 29,1                            | 65,6                            | 114,1                           | 115,7                           | 174,8                           | 1 195,4                         |
| Fonte: UNICAMP - Centro de Pesquisas Meteorológicas e Climáticas |                                 |                                 |                                 |                                 |                                 |                                 |                                 |                                 |                                 |                                 |                                 |                                 |                                 |

### Hidrografia

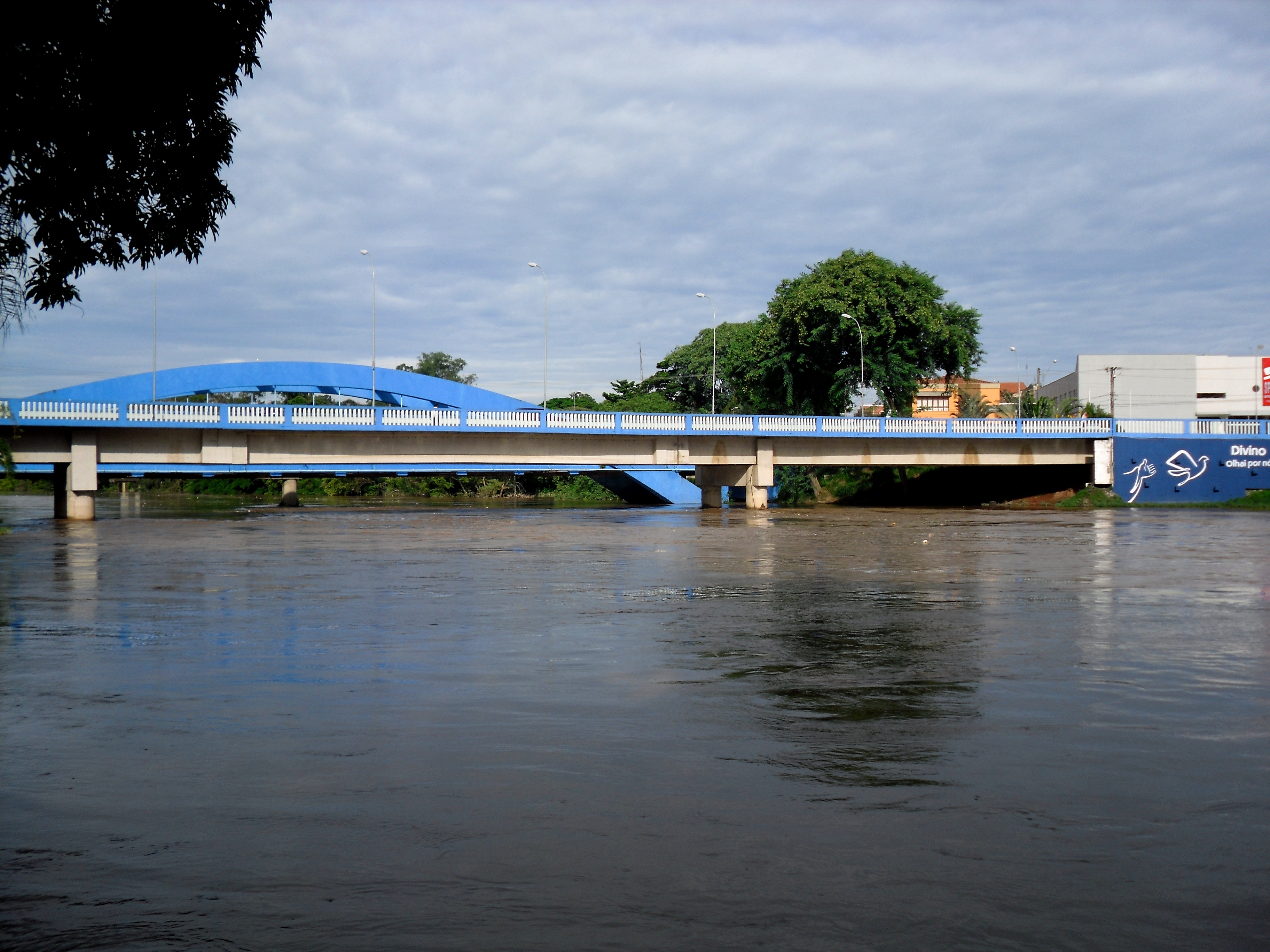
Cheia no Rio Tietê em 2009. Vista das pontes nova e do arco a partir do Parque do Divino.

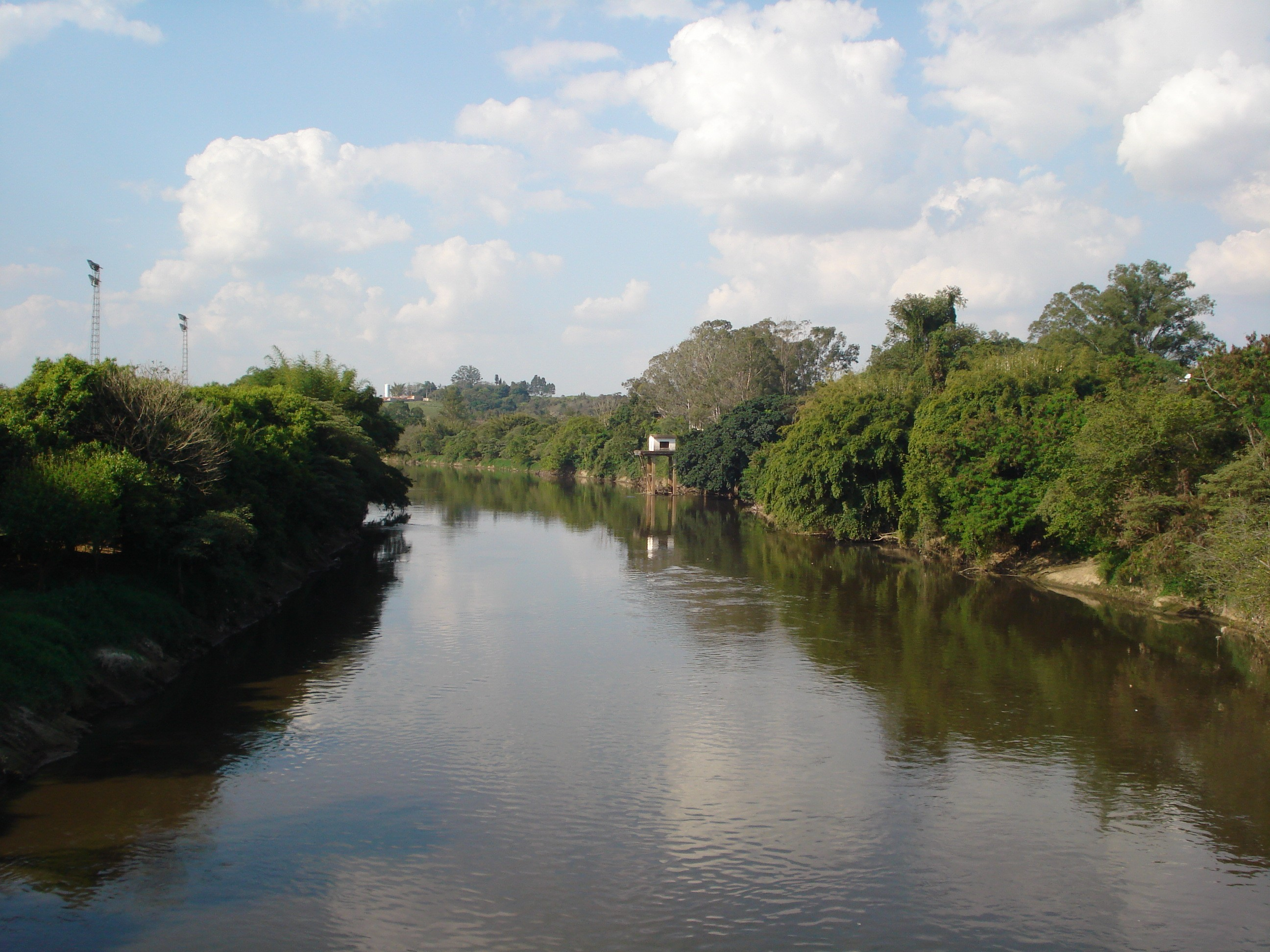
Rio Tietê. Vista a partir da passarela de pedestres sobre o mesmo.

O município está inserido nas UGRHI-10, gerido pelo Comitê de Bacia Hidrográfica Sorocaba e Médio Tietê, e UGRHI-5, gerido pelo comitê das Bacias Hidrográficas dos Rios Piracicaba, Capivari e Jundiaí. Sendo a maior área do território na Bacia Hidrográfica do Sorocaba e Médio Tietê.
UGRHI-10
- Rio Tietê
- Ribeirão da Serra
- Ribeirão Mandiçununga
- Ribeirão Água Branca

UGRHI-5
- Rio Capivari (Tietê)

### Rodovias
- SP-113- Rodovia Doutor João José Rodrigues
- SP-127- Rodovia Antônio Romano Schincariol (Tietê - Tatuí)
- SP-127- Rodovia Cornélio Pires (Tietê - Piracicaba)
- SP-300- Rodovia Marechal Rondon
- SP-101- Rodovia Bento Antônio de Moraes

### Principais vias

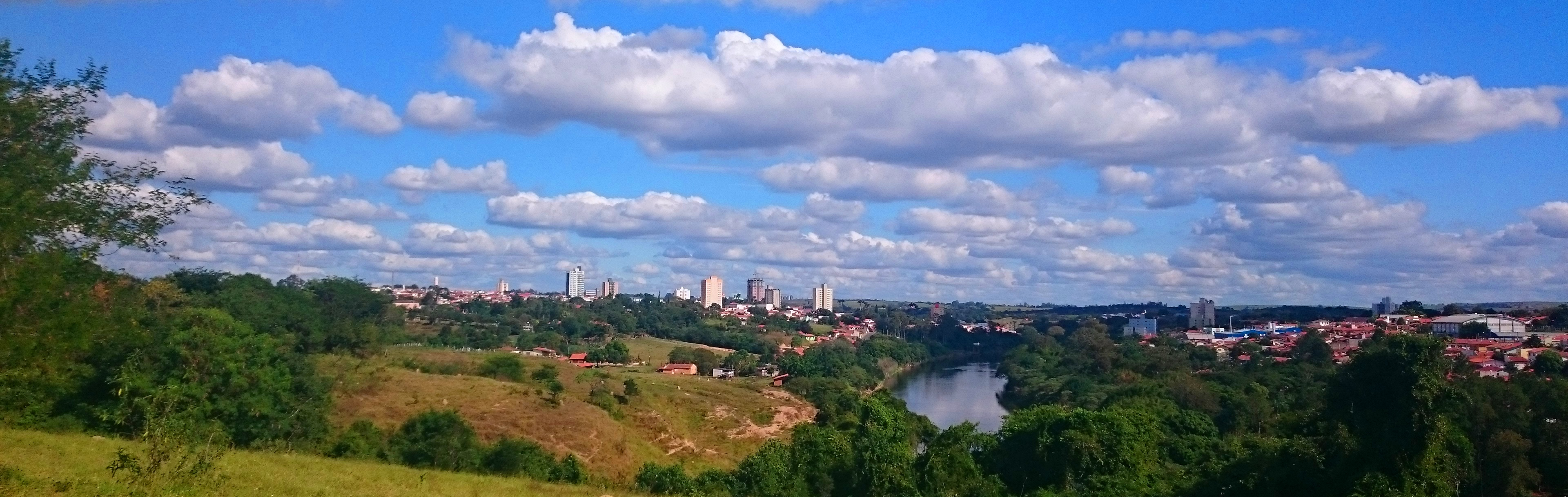
Vista da cidade de Tietê e o seu rio a partir do bairro Emílio Gardenal.

- Avenida Amélio Schincariol
- Avenida Doutor Soares Hungria
- Avenida Guiomar Fleury de Camargo
- Rua do Comércio
- Rua Rafael de Campos
- Rua Tenente Gelás
- Rua Lara Campos
- Rua Antonio Nery
- Rua Santa Cruz
- Rua Bela Vista
- Rua Francisco de Toledo

## Demografia

### População

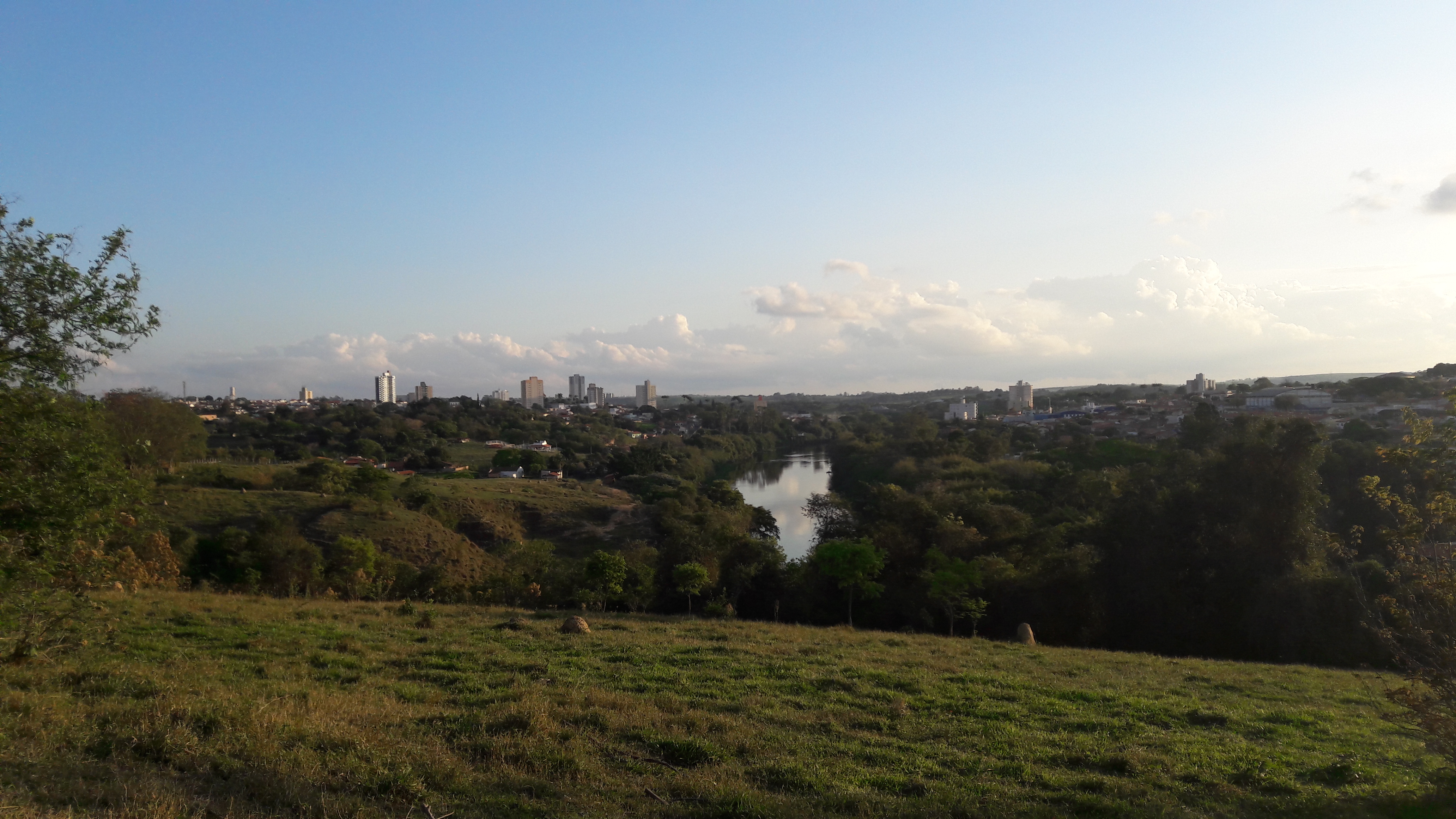
Vista da cidade e do Rio Tietê a partir do bairro Emílio Gardenal.

| Crescimento populacional                             | Crescimento populacional | Crescimento populacional | Crescimento populacional |
| Ano                                                  | População Total          |                          | %±                       |
| ---------------------------------------------------- | ------------------------ | ------------------------ | ------------------------ |
| 1872                                                 | 10 007                   |                          |                          |
| 1890                                                 | 18 878                   |                          | 88,6%                    |
| 1900                                                 | 19 194                   |                          | 1,7%                     |
| 1910                                                 | 32 000                   |                          | 66,7%                    |
| 1920                                                 | 25 125                   |                          | −21,5%                   |
| 1925                                                 | 26 849                   |                          | 6,9%                     |
| 1934                                                 | 24 240                   |                          | −9,7%                    |
| 1937                                                 | 25 914                   |                          | 6,9%                     |
| 1940                                                 | 25 956                   |                          | 0,2%                     |
| 1946                                                 | 24 802                   |                          | −4,4%                    |
| 1950                                                 | 17 907                   |                          | −27,8%                   |
| 1958                                                 | 15 113                   |                          | −15,6%                   |
| 1960                                                 | 18 157                   |                          | 20,1%                    |
| 1970                                                 | 17 283                   |                          | −4,8%                    |
| 1980                                                 | 20 042                   |                          | 16,0%                    |
| 1991                                                 | 26 446                   |                          | 32,0%                    |
| 2000                                                 | 31 710                   |                          | 19,9%                    |
| 2010                                                 | 36 835                   |                          | 16,2%                    |
| 2022                                                 | 37 663                   |                          | 2,2%                     |
| Est. 2024                                            | 38 690                   | [ 10 ]                   | 2,7%                     |
| Fontes: Censos Demográficos IBGE e Estimativas SEADE |                          |                          |                          |

## Política e administração
- Prefeito: José Carlos Regonha Junior (PL)
- Vice-Prefeito(a): Luiz Antonio Pizzol Grigolon (PRD)
- Presidente da Câmara de Vereadores: Mario Domingues Junoir (PL)

## Economia

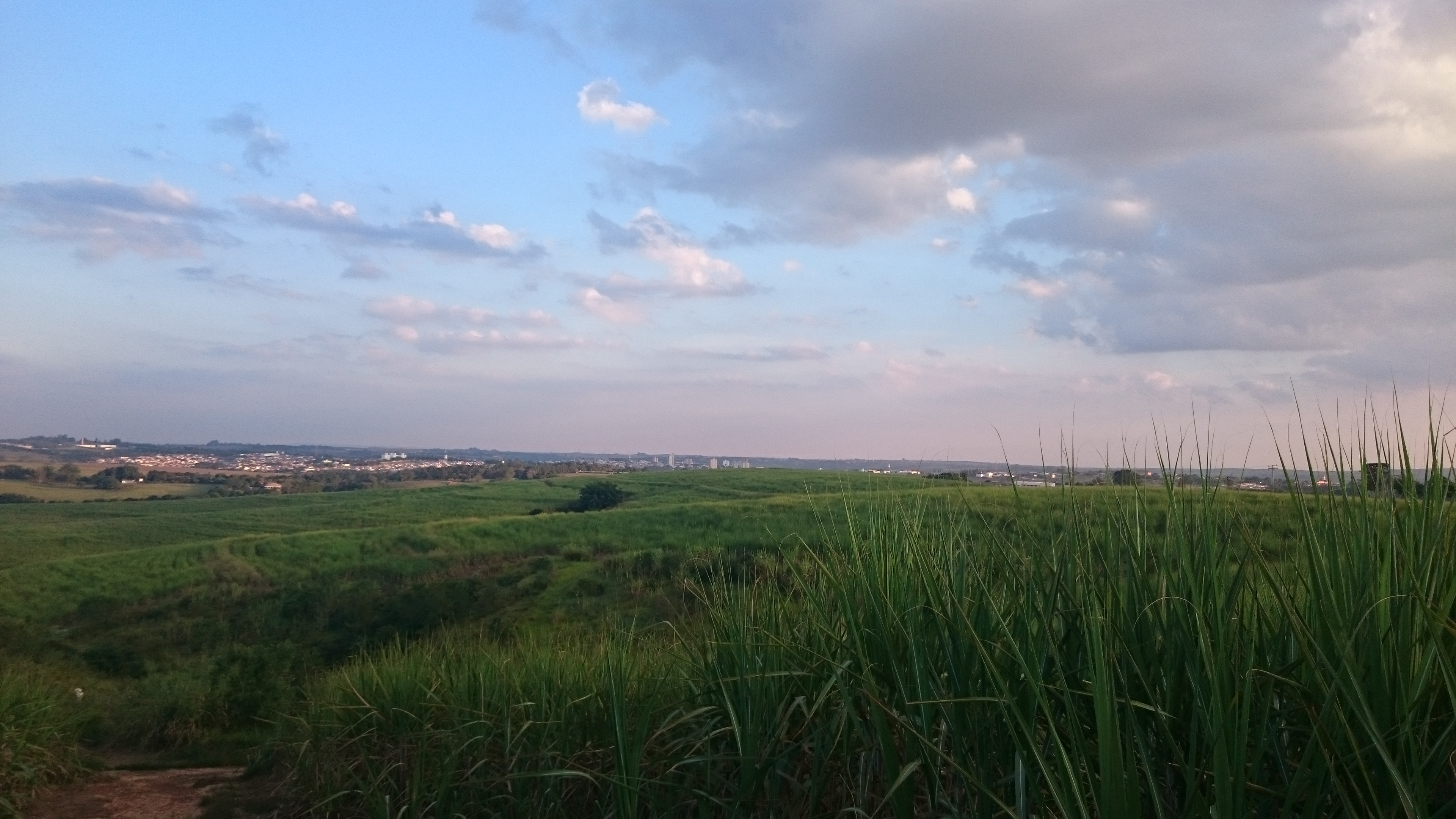
Vista de um canavial no Bairro da Praia. Ao fundo a área urbana.

Atualmente a economia do município está voltada para agricultura, indústria sucroalcooleira, confecções infanto-juvenis e fabricação de artefatos de madeira.
O setor terciário (serviços) é oque contribui com a maior parte do PIB municipal, representado em dados de 2020, R$ 800.105.630,00 de valor adicionado bruto, seguido pela Indústria com R$ 670.722.320,00 e a Agropecuária, com R$ 63.072.550,00.
A arrecadação de impostos atingiu R$ 235.805.990,00 em 2020. Somados a produção e a arrecadação de impostos, o município apresentava um PIB a preços correntes no valor de R$ 1.629.949.740,00.
A sua localização privilegiada, próximo a grandes centros como Campinas (80 km), Piracicaba (45 km) e Sorocaba (50 km), ajuda no Desenvolvimento Econômico do município.
O município está inserido no extremo norte na Região Metropolitana de Sorocaba; Arranjo Populacional de Cerquilho  - Tietê 

### Trabalho e rendimento
- Salário médio mensal dos trabalhadores formais: 2,4 salários mínimos
- Pessoal ocupado: 15.607 pessoas
- População ocupada: 35,1%
- Percentual da população com rendimento nominal mensal per capita de até 1/2 salário mínimo: 25,8%

Segundo o Cadastro Central de empresas, em 2021, o município contava com 1.863 empresas atuantes e gerava pouco mais de R$461 milhões em salários pagos.

### Censo agropecuário2017
Em 2017 o município contava com 418 estabelecimentos agropecuários em 26.507,955 hectares de áreas agrícolas registradas, das quais 7.621,377 hectares de área colhida com cana-de-açúcar.

## Infraestrutura

### Comunicações

#### Rádios
- Nova Regional FM 89,5 MHz
- Cidade FM 104,9 MHz (comunitária)

#### Jornais
- Nossa Folha
- O Democrata
- Tietê Notícias
- Tribuna de Tietê

#### TV Digital
- 4.1 HDTV Band Campinas (versão HD)
- 18.1 HDTV TV Aparecida (versão HD)
- 26.1 HDTV TV TEM Itapetininga (versão HD)
- 28.1 HDTV Rede Vida (versão HD)
- 33.1 HDTV TV Novo Tempo (versão SD)
- 35.1 HDTV TV Sorocaba (versão HD)
- 45.1 HDTV RecordTV Paulista (versão HD)
- 61.3 HDTV TV Canção Nova (versão HD)

O sinal analógico foi desligado no município em 17 de Janeiro de 2018.

#### TV por Assinatura
- Canal 3 (Analógico) e 20 (Digital) TVAC Órion TV

#### Telefonia
O sistema de telefones automáticos foi inaugurado na cidade em 1975 pela Telecomunicações de São Paulo (TELESP), que também implantou o sistema de discagem direta à distância (DDD) em 1979 com o código de área (0152). Anteriormente a cidade era atendida pela Companhia Telefônica Brasileira (CTB).
Na década de 90 o código DDD da cidade foi alterado para (015), para padronização do sistema telefônico com a telefonia celular que estava sendo implantada em todo o estado.

## Cultura e lazer

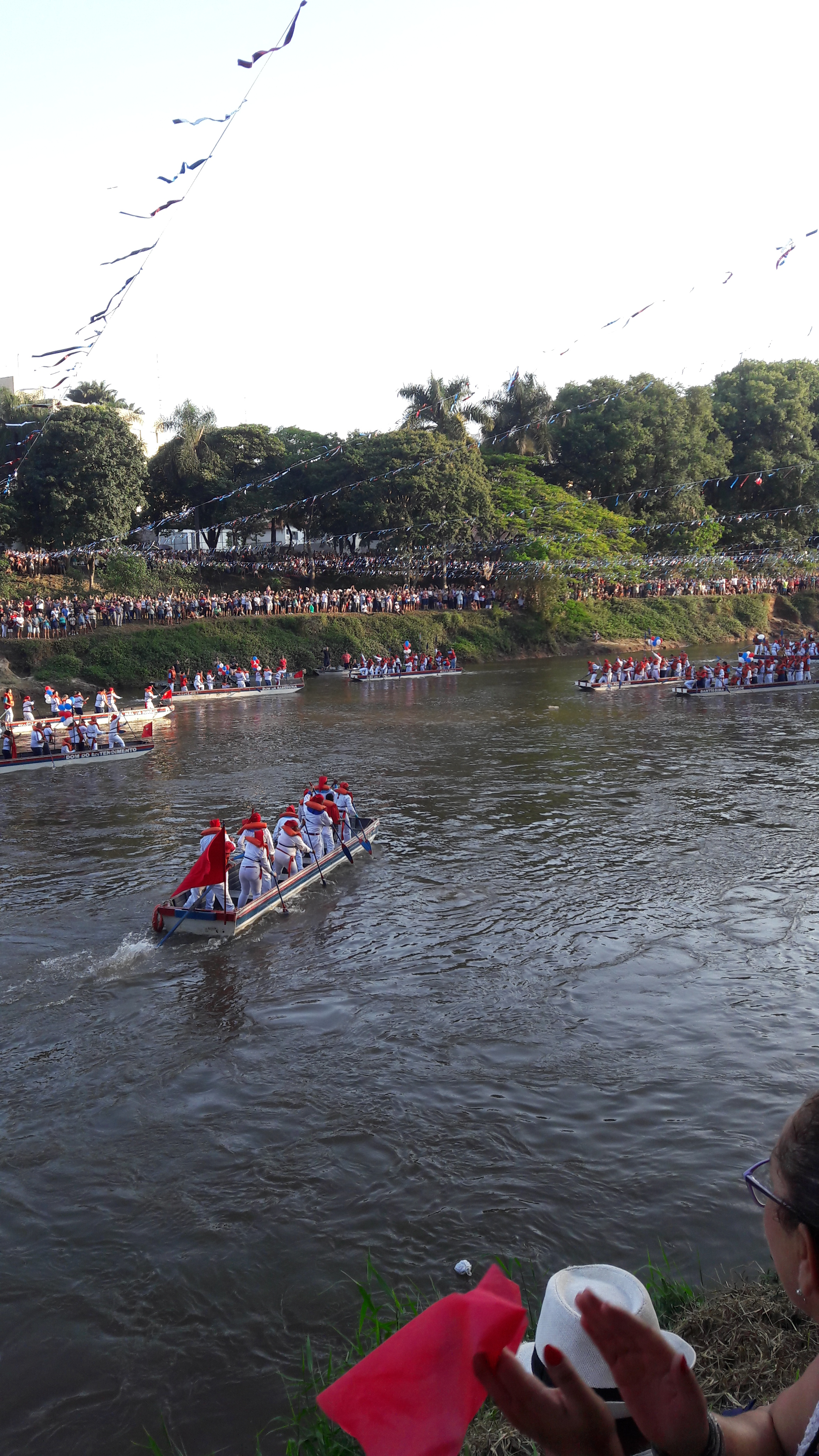
Encontro das Canoas no Rio Tietê durante as festividades ao Divino Espírito Santo.

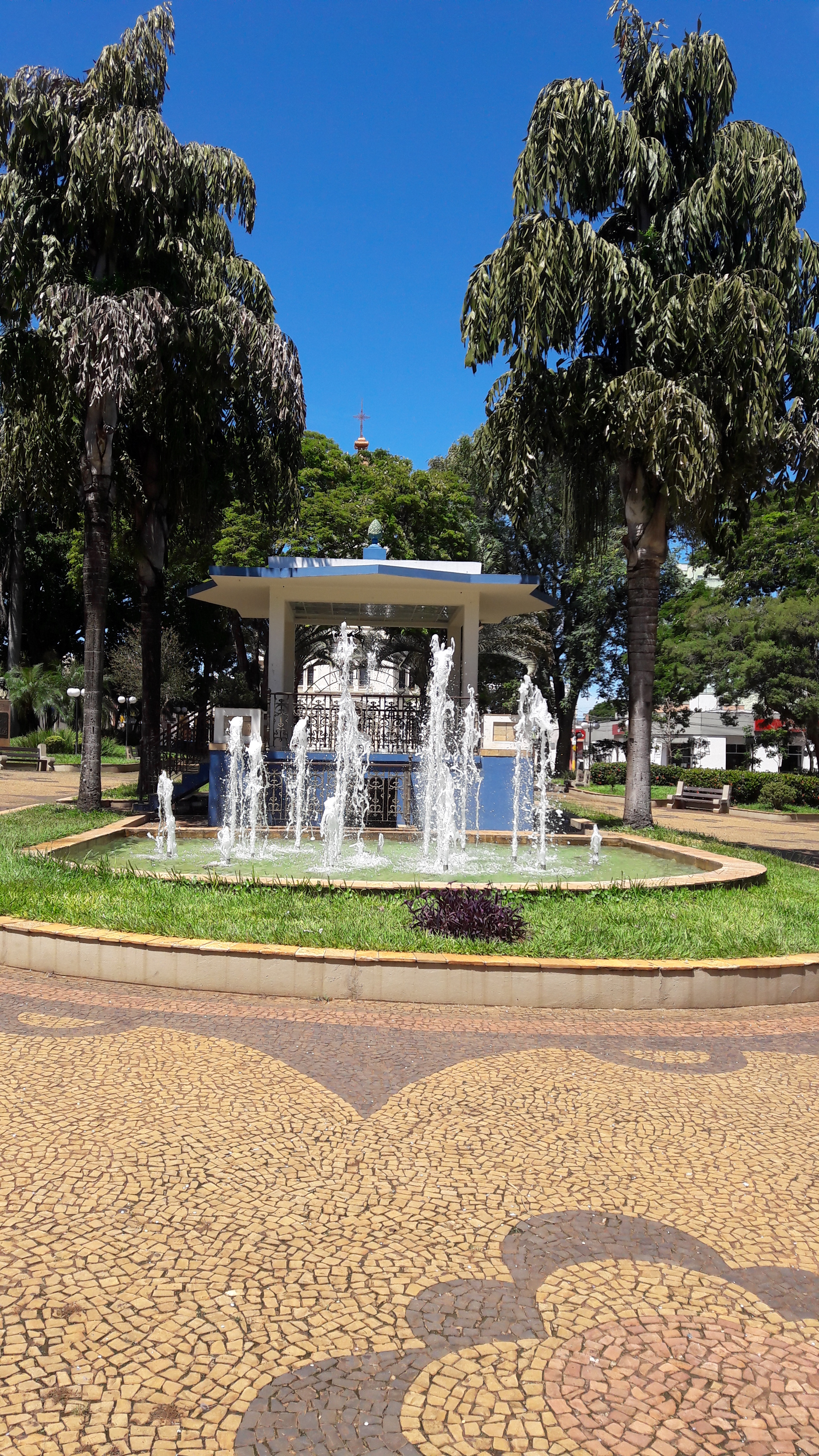
Chafariz, Praça Doutor Elias Garcia.

Tietê possui diversos atrativos históricos como casarões que fazem parte do patrimônio municipal, o município ostenta o título de "Cidade Jardim" devido à Praça Doutor Elias Garcia, localizada no Centro, detentora de arquitetura francesa com fontes luminosas e coreto construído em 1935.
Infelizmente na última década a especulação imobiliária tem demolido vários imóveis históricos, deixando o conjunto arquitetônico cada vez menor ou descaracterizado.
Possui também o Parque Ecológico e Centro Cultural Cornélio Pires, localizado no Bairro Sapopemba, zona rural do município, onde Cornélio Pires, um importante etnógrafo da cultura caipira, nasceu e viveu. Sua casa fora transformada em museu em sua homenagem. No momento o parque encontra-se em início de reformas, dada a degradação dos últimos anos. 

### Festividades
- Festa de São Benedito - uma das maiores festas populares religiosas (folclórica) do país, incluída no Calendário Turístico da Secretaria de Esportes e Turismo - Ocorre no último final de semana de setembro
- Festa do Divino Espírito Santo - festa popular religiosa, realizada no último sábado do ano, com tradicional encontro das canoas (batelões) da Irmandade do Divino, no Rio Tietê
- Dia de Marcelo Tupinambá - 30 de maio
- Dia de Fred Jorge - 31 de maio
- Semana Cornélio Pires e Zico Pires - última semana de agosto
- Semana Camargo Guarnieri- última semana de outubro
- Festa de Santa Teresinha - mês de outubro
- Festas religiosas em bairros, em louvor a diversos santos

## Pessoas ilustres
- Tieteenses ilustres

## Religião
O Cristianismo se faz presente na cidade da seguinte forma:

### Igreja Católica
- A igreja faz parte da Arquidiocese de Sorocaba.[27]

### Igrejas Evangélicas
- Assembleia de Deus Ministério do Belém.[28][29]
- Congregação Cristã no Brasil.[30]